# Chrislain Matsima
Chrislain Matsima, född 15 maj 2002 i Colombes, är en fransk fotbollsspelare.

## Karriär
Chrislain Matsima inledde sin seniorkarriär i Monacos B-lag år 2019. Han debuterade i dess A-lag 2020. Han är 2024 utlånad till FC Augsburg. Han har representerat Frankrike på flera ungdomsnivåer sedan 2018. Vid olympiska sommarspelen 2024 i Paris ingick han i det franska laget som tog silver efter att ha förlorat finalen mot Spanien.